# Lapte acidofil
Laptele acidofil este un produs lactat dietetic, de culoare albă-gălbuie, preparat din lapte de vacă sterilizat, cu un anumit conținut de bacterii și fermentat.
Materia primă pentru obținerea acestui produs este laptele de vacă sterilizat. Laptele este considerat un aliment complet deoarece conține într-o proporție corespunzătoare toate substanțele nutritive necesare organismului uman.
În primul rând, trebuie menționate proteinele specifice laptelui și anume cazeină, lactalbumină și lactoglobulină, ele conțin aminoacizii esențiali, indispensabili organismului.
Grăsimea din lapte, deși în cantitate redusă, este o substanță energetică importantă, cu un echivalent caloric de 9,3 kcal și deoarece este sub forma unor globule este mai ușor de asimilat în comparație cu grăsimile animale (seu, untură). Lactoza sau zahărul laptelui este o componentă cu un rol deosebit în obținerea produselor lactate acide, este transformat în acid lactic de către bacteriile lactice, cu influență benefică în funcționarea sistemului digestiv.
De asemenea, nici elementele minerale prezente în lapte nu pot fi trecute cu vederea, calciul și fosforul fiind în concentrații mari, care determină dezvoltarea sistemului osos și a dinților.
Laptele acidofil produs în urma fermentației lactice determinată de bacteria Lactobacillus acidophilus are un efect revigorant asupra organismului fiind recomandat în tratarea constipației, gastritelor provocate de Helicobacter pylori și în urma unor studii s-a demonstrat că duce la scăderea nivelului de colesterol.

## Obținerea industrială a laptelui acidofil
Pentru obținerea industrială a laptelui acidofil se respectă o schemă tehnologică alimentară care cuprinde următoarele operații: normalizarea laptelui, pasteurizarea severă a laptelui, răcirea laptelui și inocularea cu Lactobacillus acidophilus, termostatarea la 37°- 40°C timp de 5-8 ore pentru atingerea unei acidități de 90°Thorner, răcirea după termostatarea la 18°C-20°C și la 10°-14°C și depozitarea laptelui acidofil la 10°C-14°C pentru maxim 12 ore.
Normalizarea laptelui este o fază necesară pentru a aduce materia primă la o concentrație de grăsime proprie produsului pe care urmează să-l obținem, deci în cazul nostru procentul de grăsime dorit este de 2,5 %. Se face prin adaosul de smântână sau lapte smântânit.
Pasteurizarea este operația prin care se distruge microflora contaminată specifică laptelui( în special pentru distrugerea bacilului tuberculozei).
Pentru laptele acidofil este recomandată pasteurizarea la temperetură înaltă la 85°C-95°C timp de 30 de minute, iar de la această fază încolo e nevoie de condiții severe de igienă, acest produs fiind foarte sensibil la contaminări.
Pentru a putea însămânța laptele pasteurizat cu cultura de Lactobacillus acidophilus e nevoie de răcirea până la temperatura de 40°-42°C.
Fermentația lactică constă în transformarea lactozei în acid lactic are loc în faza de termostatare, la temperatura de 37°C-40°C. timp de 5-8 ore și este terminată când aciditatea ajunge la 90°Thorner.
Răcirea, după termostatare e făcută în 2 faze și anume la: 18°C-20°C și 10°-14°C, aceste temperaturi trebuie respectate cu strictețe, deoarece temperaturile mai joase duc la degenerarea culturii de Lactobacillus acidophilus.
Ultima operație din lanțul tehnologic este depozitarea care se face la 10°C-14°C timp de maximum 12 ore pentru obținerea consistenței dorite și pentru a evidenția aroma.

## Cultura deLactobacillus acidophilus
Lactobacillus acidophilus este o bacterie ce a fost localizată în tractul digestiv uman și este recunoscută pentru efectele sale probiotice încă din 1922. Ea face parte din categoria bacteriilor homofermentative, adică acestea transformă în proporție de 90% lactoza în acid lactic și doar 10% în compuși de aromă.
Pentru dezvoltarea și acțiunea adecvată a acestei bacterii trebuie să cunoaștem următoarele:
- se dezvoltă optim la 35°-38°C, iar pH-ul trebuie menținut la 5,5-6;
- are nevoie de prezența în mediu a acetaților, a calciului, riboflavinei, niacinei;
- este rezistent la acizi biliari;
- nu se dezvoltă la 15°C.

## Beneficiile consumului de lapte acidofil
Laptele acidofil și în general produsele lactate acide ar trebui să ocupe un loc fruntaș în dieta oricărei persoane. Consumul în exces a băuturilor alcoolice, fumatul, abuzul de medicamente(în special antibioticele) duc la o dereglare a sistemului digestiv și intestinal ceea ce provoacă o serie de efecte negative și anume constipație, balonări, gastrite, diaree etc...
Pentru a preveni aceste neplăceri este recomandat consumul a 150-200 mL de lapte acidofil pentru a restabili echilibrul bacterian din intestin. Deoarece conține o cultură de bacterii viabile efectul este aproape imediat și pe lângă asta Lactobacillus acidophilus are rol în sinteza vitaminei B și în asimilarea aminoacizilor.
De asemenea, unele tipuri de Lactobacillus acidophilus în prezența bilei și a oxigenului reduc nivelul colesterolului, ceea ce îl recomandă și în dieta bolnavilor cardiovasculari.
Cancerul colorectal a atins cote alarmante în societatea modernă și de aceea laptele acidofil nu ar trebui să lipsească din meniul zilnic.